# Березово (Белозерский район, Вологодская область)
Березово — деревня в Белозерском районе Вологодской области.
Входит в состав Антушевского сельского поселения, с точки зрения административно-территориального деления — в Антушевский сельсовет.
Расположена на берегу Лозского озера. Расстояние по автодороге до районного центра Белозерска составляет 20 км, до центра муниципального образования села Антушево — 5 км. Ближайшие населённые пункты — Кашкино, Сидорово, Старое Село.
Население по данным переписи 2002 года — 7 человек.